# Statue-menhir du Bon Espoir
La statue-menhir du Bon Espoir est une statue-menhir appartenant au groupe rouergat découverte à Viane, dans le département du Tarn en France.

## Description
La pierre a été découverte en 1954 lors d'un labour par Gilbert Avizou et reconnue comme étant une statue-menhir par Marie Maraval en 1980. Elle est constituée d'une dalle en grès permien de couleur rouge, roche dont le gisement le plus proche est situé à environ 5 km au nord-est Elle mesure 0,93 m de hauteur sur 0,76 m de large et épaisse de 0,14 m. La base est tronquée mais il pourrait s'agir d'une cassure d'origine naturelle ; elle est endommagée en plusieurs endroits par des traces de chocs et de griffures consécutives à ses déplacements successifs et à de très mauvaises conditions de stockage. 
La dalle a été gravée sur les deux faces, les décors sont érodés. C'est une statue féminine. Côté antérieur, les seins sont positionnés de part et d'autre du nez en forme de « V », les bras sont repliés, les jambes et les pieds sont absents. Côté postérieur, les crochets-omoplates entourent les cheveux regroupés en une longue natte passant sous la ceinture. Le personnage porte un collier à quatre ou cinq rangs, le dernier rang soutenant une pendeloque double. La ceinture serre un vêtement, à plis peu visibles, des deux côtés de la pierre. Elle comporte un décor à motif de chevrons uniquement dans le dos.
La statue est conservée par le propriétaire. La statue-menhir est inscrite monument historique au titre d'objet depuis le 30 octobre 2019.